# William B. Lenoir
William Benjamin Lenoir detto Bill (Miami, 14 marzo 1939 – 26 agosto 2010) è stato un astronauta statunitense.

## Biografia
Nato il 14 marzo 1939 a Miami in Florida, era un discendente del generale William Lenoir, famoso eroe della guerra d'indipendenza americana.
- Istruzione primaria e secondaria a Coral Gables in Florida;
- 1961: bachelor in ingegneria elettronica conseguito presso il Massachusetts Institute of Technology;
- 1962: master nello stesso campo;
- 1965: laurea in filosofia (Ph.D.).

### Carriera
Dal 1964 al 1965, Lenoir ha collaborato al Massachusetts Institute of Technology (MIT) nel ruolo d'istruttore e nel 1965 venne nominato professore assistente in ingegneria elettronica presso il suddetto istituto. Fecero parte del suo lavoro l'insegnamento della parte teorica riferentesi all'elettromagnetismo, della teoria sistematica come pure l'espletamento di diversi esperimenti di ricerca. Prese parte ad alcuni esperimenti eseguiti su satelliti artificiali e continuò nel lavoro della ricerca scientifica anche nel suo successivo incarico da astronauta.
Lenoir era un ingegnere registrato nell'apposito albo professionale del Texas. È stato insignito di onorificenze nazionali ed internazionali sia nel campo militare che in campo civile, oltre che membro di influenti associazioni americane.
Ha raggiunto oltre 3.000 ore di volo su aerei jet.

#### Esperienze alla NASA
Il dott. Lenoir venne scelto dalla NASA ad agosto del 1967 come scienziato-astronauta. Successivamente fu sottoposto ad un apposito tirocinio accademico nonché ad un addestramento di volo della durata di 53 settimane, svoltosi presso la Laughlin Air Force Base in Texas.
Venne nominato a far parte dell'equipaggio di riserva per le missioni dello Skylab 3 e Skylab 4 nel ruolo di scienziato-pilota. Si trattò del secondo e terzo (contemporaneamente ultimo) volo equipaggiato verso la stazione spaziale americana Skylab. Durante la missione dello Skylab 4, fu primo responsabile per lo svolgimento delle osservazioni visuali e coordinatore della collaborazione tra equipaggio in volo e gli scienziati responsabili per l'esecuzione degli esperimenti relativi all'osservazione e alla scienza del Sole.
Da settembre 1974 a luglio 1976, Lenoir ha collaborato nel ruolo di direttore della squadra del NASA Satellite Power impegnandosi per circa la metà del tempo di questa durata, cioè lavorando in media 12 ore al giorno per 7 giorni alla settimana. Tale squadra era stata nominata per ricercare quali potenzialità potessero avere sistemi di energia, da impegnare comunque sulla Terra però montati su satelliti artificiali di grande dimensione. Inoltre era compito di questa squadra esprimere delle raccomandazioni per i programmi spaziali da eseguire, trasmettendole direttamente al quartier generale della NASA. Lenoir ha partecipato anche al programma dello Space Shuttle, particolarmente nel campo delle operazioni da eseguire in orbita, di addestramento degli astronauti, della preparazione delle attività extraveicolari e della manovra, del posizionamento ed eventuale recupero dei vari carichi di bordo da trasportare con l'orbiter.
Il dott. Lenoir fece parte dell'equipaggio della missione STS-5 (svoltasi dall'11 novembre al 16 novembre 1982), nel ruolo di specialista di missione. Si trattò del primo volo svoltosi per posizionare dei satelliti artificiali del tipo commerciale. Ha raggiunto oltre 122 ore di volo nello spazio. Successivamente alla missione STS-5, il dott. Lenoir divenne responsabile per la direzione ed organizzazione dello sviluppo di future missioni all'interno dell'ufficio degli astronauti.
Lenoir lasciò la NASA a settembre 1984, per assumere un incarico di organizzazione e consultazione tecnologica presso la ditta Booz, Allen & Hamilton, Inc. di Arlington in Virginia. Vi rimase per cinque anni per fare ritorno alla NASA a giugno del 1989 in qualità di amministratore associato per i voli nello spazio, diventando responsabile per lo sviluppo, l'operatività e le politiche da rispettare per quanto fosse necessario per lo Space Shuttle e tutte le attività di lancio civili eseguite in collaborazione con il parlamento americano.
Il dott. Lenoir lasciò definitivamente la NASA ad aprile del 1992, per ritornare alla ditta Booz, Allen & Hamilton, Inc. assumendo il ruolo di vicepresidente del reparto per sistemi di applicazione con sede in Bethesda in Maryland.

#### Esperienza di volo nello spazio

##### STS-5
La missione del Columbia STS-5 venne lanciata dal Kennedy Space Center in Florida, l'11 novembre 1982. Si trattò del primo volo dell'orbiter Columbia non eseguito per il solo collaudo dell'affidabilità del veicolo spaziale, anche se effettivamente si trattò del quinto lancio di questo Shuttle. La missione venne ironicamente denominata missione "We Deliver" (noi trasportiamo), come per uno slogan pubblicitario. Infatti vennero posizionati i primi due satelliti artificiali per comunicazioni commerciali, estraendoli dall'apposita baia di carico dello Shuttle. I satelliti artificiali erano stati posizionati per due imprese private, la Satellite Business Systems Corporation di McLean in Virginia e per la TELESAT di Ottawa in Canada. Quest'attività venne registrata dalla telecamera di bordo e alla sera trasmessa al centro di controllo di volo. Durante la missione vennero inoltre posizionati diversi strumenti nonché eseguiti gli ultimi testaggi di volo durante la fase di lancio, di orbita intorno alla Terra, della fase di rientro in atmosfera e di atterraggio - per l'ultima volta mediante l'ausilio di appositi strumenti chiamati il Development Flight Instrumentation package - ottenendo importanti dati per successive missioni. Venne eseguita inoltre l'attivazione di un Getaway Specials, cioè l'apposito contenitore posizionato nella baia di carico dello Shuttle per l'esecuzione di diversi esperimenti scientifici nelle avverse condizioni dello spazio. Il 16 novembre, l'equipaggio del STS-5 concluse il volo orbitale di 5 giorni mediante un atterraggio perfetto attraverso fittissime nubi portando a terra il veicolo spaziale sulla pista numero 22 dell'Edwards Air Force Base in California. Si trattò del primo atterraggio eseguito su di una pista dura e non su di un lago salato e fu la dimostrazione dell'assoluta affidabilità del sistema di frenatura dello Shuttle. La missione, durante la quale vennero eseguite 81 orbite terrestri, ebbe una durata totale di 122 ore.